# 美樂蒂·雛·馬克斯
美樂蒂·雛·馬克斯（日语：／ Merodeii Hiina Maakusu，2000年2月29日—），美国AV女優。日本国内宣传她出生于北欧，她本人則在推特上表示自己出生于美国俄亥俄州。

## 人物
2018年，18歲的美樂蒂·雛·馬克斯（当时使用的艺名为Melody Marks）首次以情色电影演员的身份亮相，后凭借迎合日本市场的娃娃脸与桃太郎电影出版公司签约，2020年1月在日本以AV女优的身份出道。处女作的宣传语是“在北欧出生的2700万人中仅有的美少女”。
第三部作品连续3周在FANZA上排名第一。在日本国内，桃太郎电影出版公司拥有独占版权，成人作品及相关的内容仅能由桃太郎电影出版公司及子公司プラム发行。

## 作品

### 形象视频
- （2019年12月18日，桃太郎电影出版公司）
- （2020年6月26日，竹书房）

### AV
2020年
- （1月7日，桃太郎电影出版公司）[6]
- （2月7日、桃太郎电影出版公司）
- （2月6日，プラム）
- （6月4日，プラム）
- （7月7日，桃太郎电影出版公司）
- （5月7日，桃太郎电影出版公司）

### VR
2020年
- （10月23日，SLRオリジナル）
- （12月11日，SLRオリジナル）

2021年
- （4月2日，SLRオリジナル）
- （7月30日，SLRオリジナル）

## 书籍

### 写真集
- . 彩文馆出版（日语：彩文館出版）. 摄影师：Kendrick.Watanabe. 2020年7月31日. ISBN 978-4775606278 （日语）.